# Enrique Casaretto
Enrique Casaretto Sono, krótko  Cassaretto (ur. 29 kwietnia 1945, zm. 22 czerwca 2020) – peruwiański piłkarz noszący przydomek El Loco, napastnik.
W latach 1957–1959 Casaretto grał w klubie Deportivo Torino, skąd następnie przeszedł do klubu Boca Juniors Chiclayo. Potem do 1965 roku występował w klubie Atlético Grau Piura, skąd przeniósł się do Universitario Lima.
Casaretto razem z klubem Universitario Lima wziął udział w turnieju Copa Libertadores 1966, gdzie Universitario odpadł w fazie grupowej przegrywając rywalizację z dwoma klubami argentyńskimi - River Plate i Boca Juniors. Dla swego klubu zdobył 2 bramki (w wygranym 2:1 meczu z Boca Juniors i w zremisowanym 1:1 meczu z River Plate). W tym samym roku Casaretto zdobył swój pierwszy tytuł mistrza Peru.
Rok później razem z Universitario wziął udział w turnieju Copa Libertadores 1967, gdzie dotarł do fazy półfinałowej - Universitario należał do grona czterech najlepszych klubów turnieju. Casaretto zdobył dla swego klubu 5 bramek. W 1967 drugi raz z rzędu zdobył mistrzostwo Peru.
Casaretto trzeci raz z rzędu razem z Univeristario wziął udział w Pucharze Wyzwolicieli podczas turnieju Copa Libertadores 1968, gdzie Universitario dotarł do fazy ćwierćfinałowej. Casaretto zdobył dla swego klubu 1 bramkę.
W 1969 roku jako gracz Universitario zdobył po raz trzeci w swej karierze mistrzostwo Peru, dzięki czemu wziął udział w turnieju Copa Libertadores 1970, gdzie Universitario dotarł do ćwierćfinału. Casaretto zdobył w turnieju 2 bramki.
Wicemistrzostwo Peru w 1970 roku dało prawo startu w turnieju Copa Libertadores 1971. W fazie grupowej Universitario spisał się rewelacyjnie, gdyż nie przegrał meczu i zajął pierwsze miejsce, zostawiając w tyle dwa argentyńskie kluby - Rosario Central i Boca Juniors. W fazie półfinałowej nie sprostał jednak późniejszemu triumfatorowi, urugwajskiemu klubowi Club Nacional de Football i brazylijskiemu SE Palmeiras.
W 1971 Casaretto razem z Universitario zdobył czwarty tytuł mistrza Peru i następnie przeszedł do klubu Defensor Lima. W 1973 razem z klubem Defensor piąty raz został mistrzem Peru, po czym przeniósł się do klubu Atlético Chalaco Callao. W 1975 roku został graczem klubu Club Sporting Cristal.
Jako gracz klubu Sporting Cristal wziął udział w turnieju Copa América 1975, gdzie Peru zdobyło tytuł mistrza Ameryki Południowej. Casaretto zagrał w dwóch meczach półfinałowych z Brazylią - w meczu wyjazdowym, wygranym przez Peru 3:1, zdobył dla swej drużyny 2 bramki, walnie przyczyniając się do awansu. Zagrał też w mniej udanym meczu rewanżowym, w którym Peru przegrało w Limie z Brazylią 0:2, co jednak nie przeszkodziło w dotarciu do finału.
Casaretto na zakończenie kariery w 1976 roku grał w USA, w klubie Miami Toros, gdzie rozegrał 6 meczów. W 1980 roku występował w australijskim klubie Once Amigos.
Casaretto w okresie od 29 sierpnia 1968 roku do 16 października 1975 roku rozegrał w reprezentacji narodowej 10 meczów, w których zdobył 8 bramek.